# Anders Julius Appeltofft

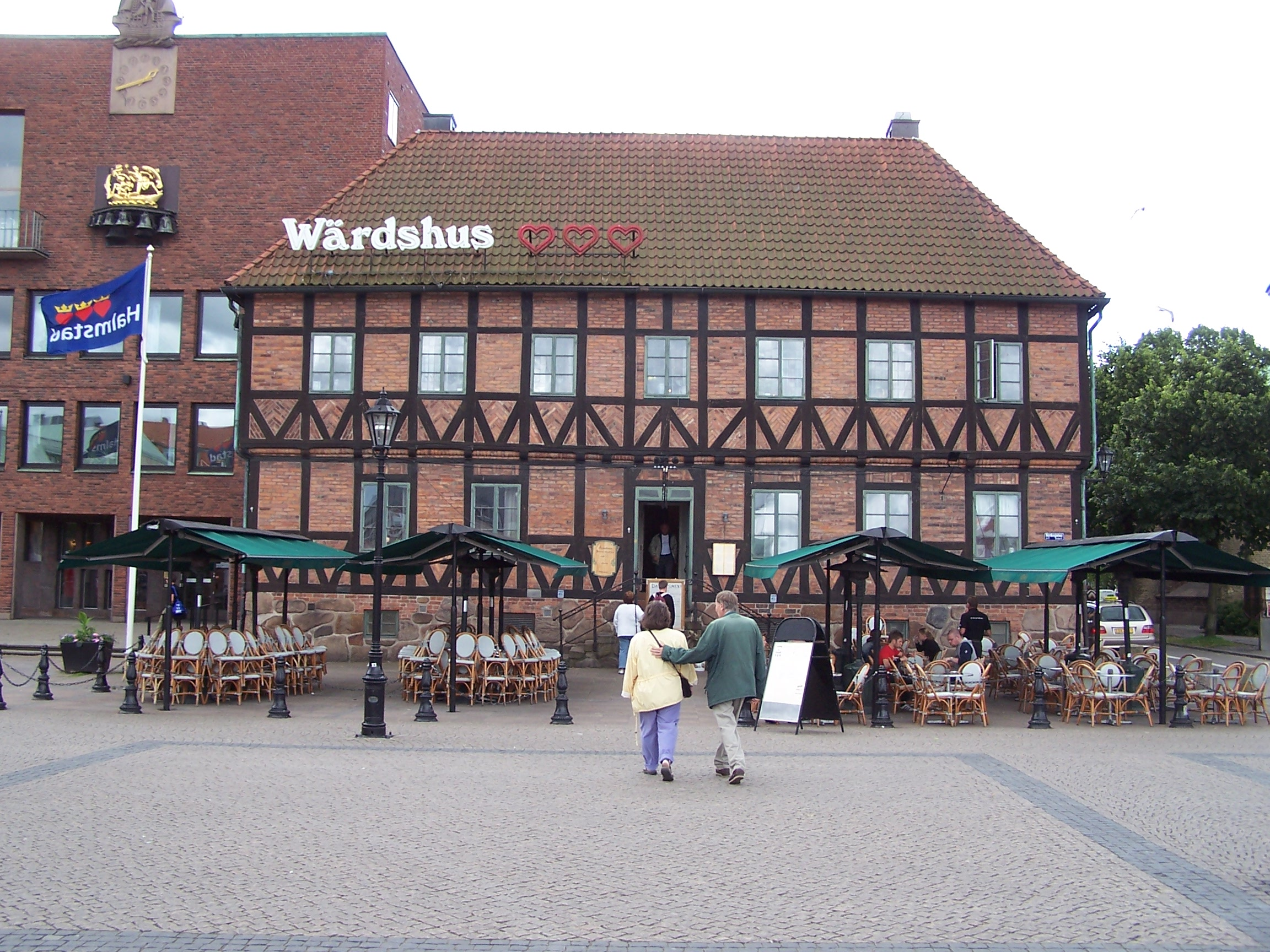
Fastigheten vid Stora Torg som var säte för Appeltofftska bryggeriet från 1836.

Anders Julius Appeltofft, född 20 mars 1800 i Gislöv, död 22 september 1851 i Halmstad, var en svensk affärsman.
Anders Julius Appeltofft var son till Per Appeltofft och Charlotta Elisabeth Sylvan samt bror till Carl Fredrik Appeltofft.
Han drev flera affärsrörelser med spannmål och trävaror i Halmstad och också stadens största speceriaffär. Han grundade 1836 Appeltofftska bryggeriet med tillverkning vid Hospitalsgatan och lager, kontor och utskänkning i det korsvirkeshus vid Stora Torg som idag inhyser Wärdshuset Tre Hjärtan.
Anders Julius Appeltofft gifte sig 1832 med Hedvig Elisabeth Heuman (1808–1867). Paret hade åtta barn.